# Bungotakada, Ōita
Bungotakada (豊後高田市 Bungotakada-shi) là một thành phố thuộc tỉnh Ōita, Nhật Bản. Thành phố được thành lập ngày 31 tháng 5 năm 1954.

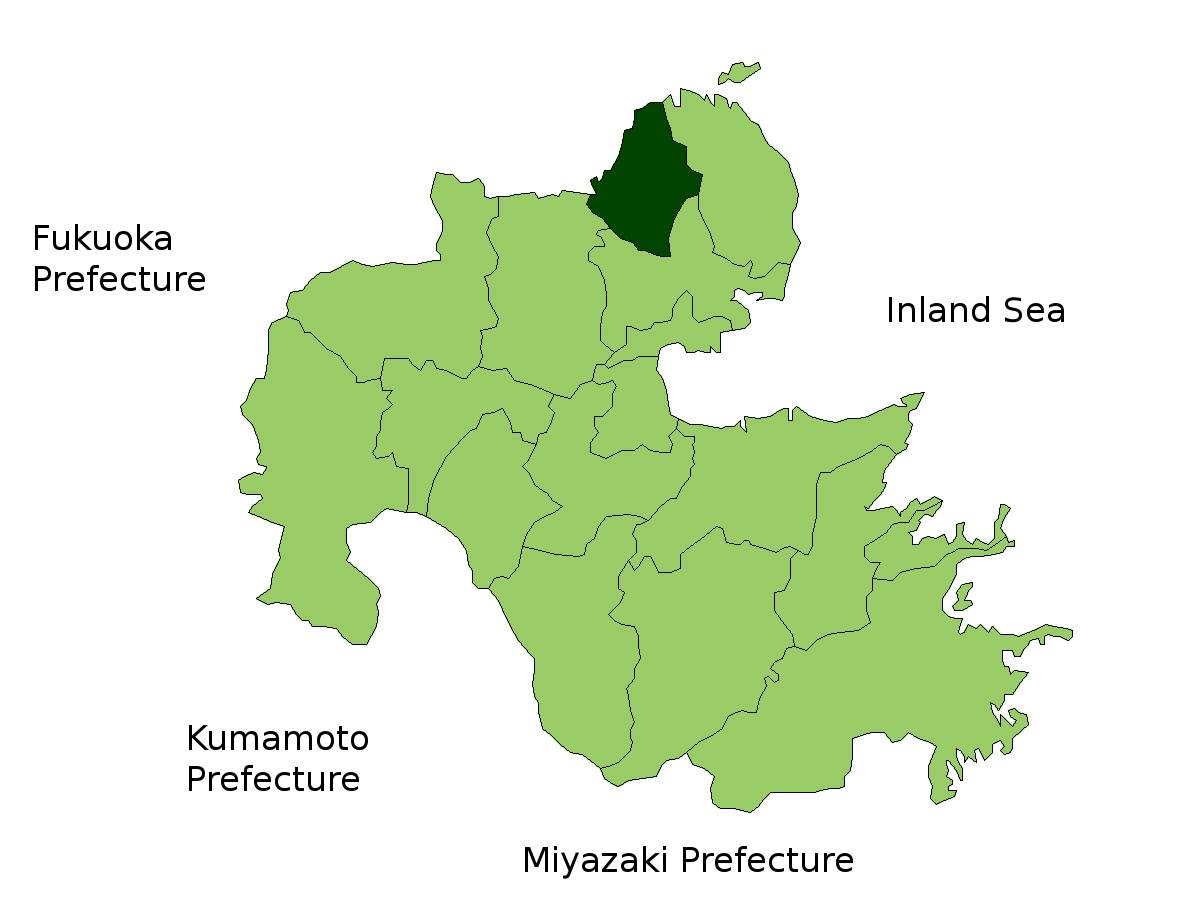
Map showing vị trí của Bungotakada in Oita Prefecture (as of 2006).

Đến năm 2003, dân số thành phố là 18.239 người trên diện tích 124,57 km², mật độ 146,42 người/ km².